# 7-Desoxy-sedoheptulose
7-Desoxy-sedoheptulose ist ein Monosaccharid aus der Gruppe der Heptosen.

## Eigenschaften
7-Desoxy-sedoheptulose wird von Cyanobakterien der Art Synechococcus elongatus hergestellt, wenn das Kulturmedium 5-Desoxy-D-ribose enthält. Es besitzt herbizide Eigenschaften durch Hemmung der 3-Dehydrochinat-Synthase im Shikimisäureweg von photosynthetisierenden Lebewesen, wodurch in den Zellen 3-Desoxy-D-arabino-heptulosonat-7-phosphat angereichert wird. Es wird als alternatives Herbizid zu Glyphosat untersucht. Bei gleicher Stoffmengenkonzentration im millimolaren Bereich hemmt es das Wachstum der Keimlinge der Ackerschmalwand (Arabidopsis thaliana) stärker als Glyphosat.